# Мавзолей Низами Гянджеви
Мавзолей Низами Гянджеви (азерб. Nizami məqbərəsi, перс. آرامگاه نظامی گنجوی‎) — мавзолей, построенный на могиле поэта Низами в 1991 году. Расположен при подъезде с северо-восточной стороны к городу Гянджа, где Низами прожил всю свою жизнь и умер.
Он был построен взамен обветшавшего каменного мавзолея, построенного в 1947 году, который, в свою очередь, был построен на месте разрушенного древнего мавзолея. Как отмечает академик Бартольд, первое упоминание о мавзолее Низами относится к 1606 году, какой был внешний вид мавзолея и кем он был выстроен, неизвестно.

## История мавзолея
Гробница Низами была местом паломничества на протяжении многих столетий. Первое упоминание гробницы в исторических хрониках сделал Искандер Бек Мунши, хронист при сефевидском дворе, который сообщал, что в конце февраля 1606 года Шах Аббас I прибыл в Гянджу и разбил лагерь около мавзолея шейха Низами, где 24 марта отметил праздник Новруз.
Во время русско-персидской войны в 1826 году решающая битва между русскими и персидскими войсками состоялась около мавзолея Низами. Русские войска под командованием генерала Ивана Паскевича разгромили персидскую армию и вынудили её отступить. Посол России в Персии Александр Грибоедов упоминал в своем дневнике разговор с писателем и историком Аббас Кули Ага Бакихановым, являвшимся в то время сотрудником российской дипломатической миссии, в котором последний рассказал Грибоедову, что Елизаветпольская битва произошла вблизи мавзолея Низами.
К середине XIX века древний мавзолей разрушился, но был отстроен заново Мирза Адигёзаль-беком Карабахским. В предисловии к историческому труду Мирза Адигёзал-бека «Карабах наме», изданному в 1950 году, В. Левиатов пишет:
Широта кругозора и глубокое уважение к выдающимся представителям культуры прошлого побудили Мирзу-Адигезаль-бека приступить к постройке над могилой великого Низами нового мавзолея, взамен старого, совершенно уже разрушившегося. Об этом А. Бакиханов писал: ,,Разрушенная великолепная гробница его (Низами—В. Л.), близ города Ганджи, поныне существует. Мирза-Адигезаль Карабахский… ныне возобновляет её" (А. Бакиханов, «Гюлистан. Ирам», стр. 165, Баку, 1926 г.).

Из последних слов А. Бакиханова видно, что возобновление мавзолея происходило в то время, когда он ещё писал «Гюлястан-Ирам», то есть в начале сороковых годов XIX в. Это время совпадало с семисотлетней годовщиной рождения великого поэта. Мавзолей, возведенный Мирзой Адигёзаль-беком, к началу нынешнего столетия разрушился, но его остатки точно отмечали место, где находился старый мавзолей и место погребения Низами.
Однако спустя несколько десятилетий мавзолей снова пришел в упадок. В 1873 году правитель Персии Насер ад-Дин Шах Каджар по дороге домой из своей первой поездки в Европу проехал мимо могилы Низами. Он упомянул в своем дневнике гробницу шейха Низами около дороги примерно в пол-лиге от Гянджи, и описал её как «очень жалкое кирпичное здание».
Мавзолей на могиле Низaми изображен на хранившемся в Тбилиси рисунке 1903-5 гг. Рисунок был исполнен с натуры Усейн-Ханом Риза-заде. Снаружи мавзолей представлял собой куб с куполом и стрельчатым узким дверным проёмом в северной стене.
|                          |  |
| Интерьер мавзолея Низами |  |

В 1922 году могила Низами Гянджеви была вскрыта, останки поэта были переложены в новый гроб и перенесены в Гянджу, Однако затем, по распоряжению из Баку, они были погребены на старом месте.
Могила Низами была обследована в 1925 г. Дж. Александровичем, который пришёл к выводу, что существующий в это время мавзолей — позднего происхождения, а от первоначального памятника не осталось следа. Целью этой экспедиции Азербайджанского археологического комитета было восстановление прежнего или сооружения нового мавзолея. К этому времени над могилой поэта возвышался лишь остаток северной стены, сама же могила выделялась у южной стенки в виде бугорка.
К 1932 г. от этого позднего мавзолея остался только фундамент и несколько рядов кирпичной кладки стен. В 1940 году, в связи с предполагавшейся постройкой нового памятника на месте мавзолея были проведены раскопки, в результате которых было установлено, что сохранившиеся надземные фрагменты стен являлись реставрацией позднейшего времени, тогда как обнаруженные глубоко под землёй фундамент и каменная кладка являлись остатками первоначального мавзолея XIII века.
В 1947 году был построен новый мавзолей, из известнякового камня (архитекторы А. Саркисов, И. Вахутин). Однако выбросы из расположенного рядом алюминиевого завода привели к его полному обветшанию к концу 1980-х. В 1991 году был построен новый комплекс, включающий помимо самого мавзолея парк и скульптурную группу, иллюстрирующую произведения поэта. Автором архитектурного проекта был Фарман Имамкулиев, а скульптором Горхмаз Суджадинов. Новое здание мавзолея было построено из цельных гранитных блоков, доставленных с Украины.

### Современный период
Современный мавзолей представляет собой монументальное сооружение высотой около 20 м, цилиндрической формы, выполненное из красного гранита и обтёсанное на манер полукруглых граней. Внизу находится вход в мавзолей, который кажется небольшим по сравнению с величием всей постройки. Имя Низами высечено золотом прямо над входом. Рядом с мавзолеем находится бронзовый монумент, иллюстрирующий эпические поэмы Низами. Вокруг мавзолея расположен парк.
В 2011—2012 годах мавзолей был реконструирован: на площади 7540 м² были уложены гранитные плиты, заново отстроены четыре бассейна, два водопада и фонтан, пять узоров бута были облицованы гранитом, а также восстановлены искусственное озеро и мост. Также были реконструированы опорные стены по обе стороны дороги, проходящей перед мавзолеем, а на территории 11 га были заложены озеленительные полосы, высажены декоративные деревья.
В 2013 году напротив мавзолея был открыт музей Низами Гянджеви.
В 2019 году по распоряжению президента Азербайджана деятельность комплекса «Мавзолей Низами Гянджеви» была передана в состав Гянджинского государственного историко-культурного заповедника.
- Почтовая марка СССР, посвящённая Низами Гянджеви. 1981 года
- Мавзолей на почтовой марке Азербайджана 2006 года
- Макет мавзолея в Культурном центре Гейдара Алиева. 2013 года